# Міллінген-ан-де-Рейн
Міллінген-ан-де-Рейн (нід. Millingen aan de Rijn, нід. вимова: [ˈmɪlɪŋə(n) aːn də ˈrɛin] ( прослухати)) — село в нідерландській провінції Гелдерланд. Входить до муніципалітету Берг-ен-Дал.
До 2015 року мало статус окремого муніципалітету.

## Галерея

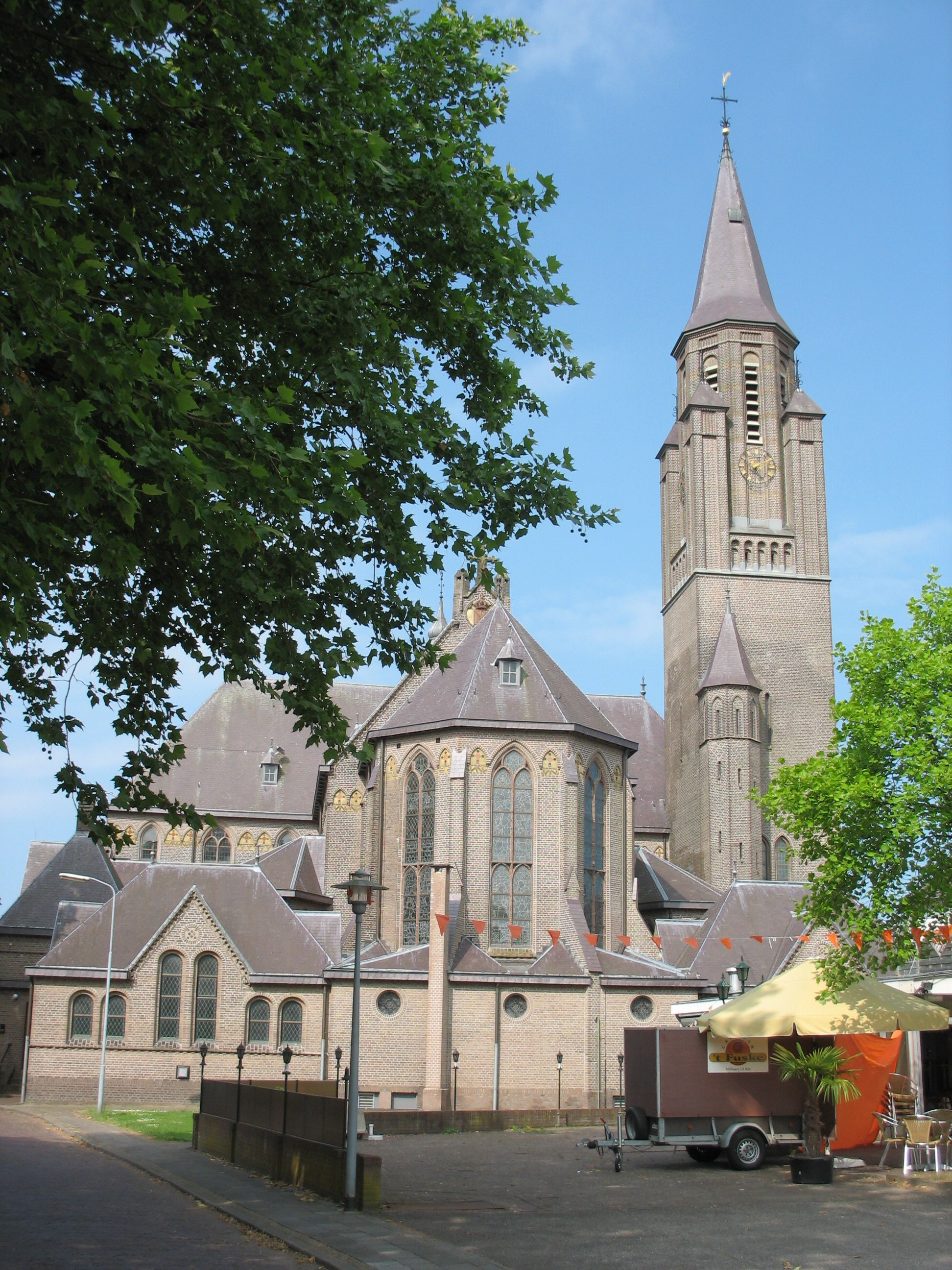
Церква св. Антоніуса